# Manoir de Restaloué
Le manoir de Restaloué est situé à Lignol en France.

## Localisation
Le manoir est situé sur le territoire de la commune de Lignol, au lieu-dit Restaloué, dans le département du Morbihan en région Bretagne.

## Description
Édifice aujourd'hui de plan en L à un étage carré, avec tour d'escalier postérieure à cheval sur les deux pièces initiales du rez-de-chaussée. La tour, arasée, comprend un escalier à vis en granite. Seule la pièce est au rez-de-chaussée a conservé sa cheminée. Toiture à longs pans couverte d'ardoises, pignon couvert, noue.

## Historique
Édifice construit en 1579 dont seuls demeurent l'escalier et une cheminée remaniés ; partiellement détruit entre 1681 et 1752 (aveux) ; reconstruit en 1964 avec réemploi d'éléments anciens rapportés. La métairie de Restaloué dépendait du manoir de Guergrom. L'appellation de métairie se trouve dans deux aveux de 1681 et 1752. Dans ce dernier, la métairie est déclarée faisant parie d'un ancien manoir nommé Ty Bot er Barz. Le bâtiment actuel porterait la date de 1579 sur la cheminée au rez-de-chaussée, date non vue en 2015. Le corps orienté au sud comporte trois parties d'après les reprises visibles sur l'élévation sud. Les deux parties est sont les plus anciennes, du XVIe siècle, avec la tour d'escalier qui figure sur le plan de 1842, quoique la partie médiane ait été reprise au 19e siècle. Cependant, la partie à l'est de cette tour est en ruines sur ce plan, ainsi qu'il est dit dans l'aveu de 1752. De nombreux travaux interviennent au cours des XIXe et XXe siècles : allongement du corps principal d'une travée vers l'ouest, construction d'une maison en retour en 1832 : le plan cadastral de 1842 comporte trois maisons alignées en retour. Les remaniements du XXe siècle ont unifiées l'ensemble en un plan en L.
Le manoir est inscrit à l'inventaire général du patrimoine culturel en 1967.